# Ермоленко-Южина, Наталия Степановна
Наталия Степановна Ермоленко-Южина (урождённая Плуговская; сценический псевдоним Ермоленко; по мужу Южина; 1881, Киев — 1937, Париж) — оперная певица (драматическое сопрано).
Заслуженная артистка Республики (1920). Жена певца Д. Х. Южина, настоящая фамилия которого Писитько; выйдя замуж, певица добавила к своему псевдониму псевдоним мужа.
В ЛГТМ хранится портрет певицы в роли Тамары («Демон» А. Рубинштейна) художника П. Бакланова (1906).

## Биография
Пению начала обучаться в Киеве у М. Зотовой в 1897—1901 гг., затем в Петербурге, после чего продолжила обучение в Париже у П. Видаля и в Италии.
Вернувшись в Россию, начала артистическую деятельность, в 1900 дебютировала на оперной сцене в петербургской частной антрепризе А. А. Церетели.
1901—1904 или 1906 — солистка петербургского Мариинского театра.
1910—1913 — солистка петербургского Мариинского театра.
1913 — солистка московского Большого театра.
1915 — начало 1920-х гг. — солистка петербургского Мариинского театра.
1904 или 1906 — 1908 — солистка московского Большого театра
1908—1910 — московской Оперы С. Зимина.
1916, 1919 — солистка московского Большого театра.
Помимо работы в стационарных оперных театрах, певица постоянно концертировала на разных сценах и гастролировала по городам России и за её пределами: в Одессе (1904), Тифлисе, Баку, Казани (1905), Ростове-на-Дону (1906), Милане (театр Ла Скала, 1906 и 1907; вместе с мужем Д. Х. Южиным), Южной Америке (1907), Париже (театр Гранд-Опера, 1907 и 1912); в 1908 году она участвовала в самом первом «Русском сезоне» в антрепризе С. Дягилева и за исполнение партии Марины Мнишек в опере «Борис Годунов» М. Мусоргского была представлена к ордену Почетного легиона, Брюсселе (июнь 1910).
Была активным членом московского товарищества «Кобзарь» (начало 1900-х гг.), концертировала (в том числе часто вместе со своим мужем) с исполнением произведений Н. Лысенко, В. Подгорецкого, Я. Степового и украинских народных песен. Вместе с И. Алчевским организовывала в Петербурге вечера украинского романса и песни.
С 1917 года постоянно выступала в лондонском Ковент-Гарден, одновременно гастролировала в Италии, Германии (1921—1922), Франции (1923), Америке (1923), Испании (1922) и России, где после революции в 1918—1919 давала концерты для красноармейцев.
Пела п/у А. К. Глазунова, В. А. Дранишникова, А. Коутса, Э. А. Купера, Ф. Мотля, Э. Ф. Направника, А. Никиша, А. М. Пазовского, Д. И. Похитонова, С. В. Рахманинова, В. И. Сука, А. Тосканини, Р. Штрауса.
Записывалась на грампластинки (всего записала около 60 произведений) в Петербурге («В. И. Ребиков» — 1903; «Пате» (Pathé) — 1903; «Граммофон» — 1911), Москве («Пате» (Pathé) — 1904, 1908; «Граммофон» — 1908—1810, 1912); часть архивных записей (свыше 17 дисков) — в ГЦММК им. М.И. Глинки.
28 декабря 1923 скончался её муж певец Давид Христофорович Южин. В 1924 году Н. Ермоленко-Южина эмигрировала Париж, где жила до конца жизни, эпизодически выступая в «Гранд-Опера», в антрепризе Церетели и др. и в концертах.
Музыкальная энциклопедия о Н.Ермоленко-Южиной: «Ермоленко-Южина обладала исключительным по силе и широте диапазона драматическим сопрано (часто пела меццо-сопрановые партии), великолепной вокальной школой, что позволяло ей исполнять разнообразные по характеру партии. Большим признанием пользовалась как исполнительница вагнеровского репертуара».
Пружанский А. М. так характеризовал творчество певицы:
Обладала выдающимся по силе и красоте тембра голосом широкого диапазона (пела также меццо-сопрановые партии — Кармен — одноимённая опера Ж. Бизе, Марина Мнишек — „Борис Годунов“ М. Мусоргского и др.), имела яркую сценическую внешность, исполнение отличалось высокой культурой, однако созданным ею образам недоставало художественной выразительности.
Оперный репертуар певицы насчитывал свыше 30 партий:
- 1903 — «Гибель богов» Р. Вагнера — Гутруна
- 1905 — «Пан воевода» Н. Римского-Корсакова — Ядвига Запольская
- 1907 — «Нерон» А. Рубинштейна — Поппея Сабина
- 6(19) мая 1908 — «Борис Годунов» М. Мусоргского, п/у Ф. М. Блуменфельда — Марина Мнишек (Париж, Гранд-Опера — Paris, Grand Opéra; за это исполнение была представлена к ордену Почетного легиона[2]).
- 1913 — «Электра» Р. Штрауса — Электра
- 1919 — «Тангейзер» Р. Вагнера, вторая (парижская) редакция автора — Венера
- «Князь Игорь» А. Бородина — Ярославна
- «Хованщина» М. Мусоргского — Марфа
- «Юдифь» А. Серова — Юдифь
- «Евгений Онегин» П. Чайковского — Татьяна
- «Норма» В. Беллини — Норма
- «Травиата» Дж. Верди — Виолетта
- «Аида» Дж. Верди — Аида
- «Джоконда» А. Понкьелли — Джоконда
- "Кармен"Ж. Бизе — Кармен
- «Вольный стрелок» К. М. Вебера — Агата
- «Лоэнгрин» Р. Вагнера — Эльза
- «Зигфрид» Р. Вагнера — Брунгильда
- «Гибель богов» Р. Вагнера — Брунгильда
- «Валькирия» Р. Вагнера — Зиглинда
- «Руслан и Людмила» М. Глинки — Горислава
- «Русалка» А. Даргомыжского — Наташа (в 1931 году в эмиграции в антрепризе А. Церетели пела в партнерстве с Шаляпиным[5])
- «Пиковая дама» П. Чайковского — Лиза
- «Мазепа» П. Чайковского — Мария
- «Царская невеста» Н. Римского-Корсакова — Марфа
- «Боярыня Вера Шелога» Н. Римского-Корсакова — Вера Шелога
- «Снегурочка» Н. Римского-Корсакова — Купава
- «Демон» А. Рубинштейна — Тамара
- «Дубровский» Э. Направника — Маша
- «Сарацин» Ц. Кюи — Беранжера
- «Свадьба Фигаро» В. А. Моцарта — Графиня Розина
- «Фауст» Ш. Гуно — Маргарита
- "Гугеноты"Дж. Мейербера — Валентина
- «Мефистофель» А. Бойто — Елена и Маргарита
- «Тоска» Дж. Пуччини — Флория Тоска
- «Валькирия» Р. Вагнера — Вальтраута и Брунгильда

Партнёры: Е. Г. Азерская, И. А. Алчевский, Г. А. Бакланов, А. П. Боначич, И. В. Грызунов, А. И. Добровольская, С. И. Друзякина, И. В. Ершов, А. В. Нежданова, В. Р. Петров, Л. В. Собинов, В. С. Тютюнник, Ф. И. Шаляпин, В. П. Шкафер, Д. Х. Южин.